# يونس تشانكيا
يونس تشانكيا (بالتركية: Yunus Çankaya)‏ مواليد 23 فبراير 1985 في إسطنبول، هو لاعب كرة سلة تركي. بدأ مسيرته الاحترافية في سنة 2005. يحمل الرقم 7. يبلغ طوله 6 قدم 6 بوصة (2.0 م). حقق المركز الثالث في ألعاب البحر الأبيض المتوسط 2009.

## المسيرة الاحترافية
لعب مع توركو كونياسبور في الدوري التركي في موسم 2006–2007، ثم لعب مع بانفيت لكرة السلة من سنة 2007 إلى 2010، ثم لعب مع تورك تيليكوم في الدوري التركي في موسم 2010–2011، ثم لعب مع نادي رادنيتشكي كراغوييفاتس لكرة السلة في سنة 2011، ثم لعب مع إردميرسبور في موسم 2011–2012، ثم لعب مع عنتاب لكرة السلة في الدوري التركي في موسم 2012–2013.

## الميداليات
| الميدالية | المسابقة                        |
| --------- | ------------------------------- |
| برونزية   | ألعاب البحر الأبيض المتوسط 2009 |

## روابط خارجية
- يونس تشانكيا على موقع الاتحاد الدولي لكرة السلة (الإنجليزية)
- يونس تشانكيا على موقع كرة السلة الأوروبية.كوم (الإنجليزية)
- يونس تشانكيا على موقع ريلجم (الإنجليزية)
- يونس تشانكيا على موقع بروبوليرز (الإنجليزية)